# Калиста Флокхарт
Калиста Кей Флокхарт (на английски: Calista Kay Flockhart) (родена на 11 ноември 1964 г.) е американска актриса. Най-известна е с ролята си на Али Макбийл в сериала „Али Макбийл“ и на Кити Уокър в „Братя и сестри“.

## Личен живот
Омъжена е за актьора Харисън Форд, с когото се запознава на наградите „Златен глобус“ на 20 януари 2002 г. Двамата се сгодяват на Свети Валентин през 2009 г. и се женят на 15 юни 2010 г. в Санта Фе, Ню Мексико. Церемонията е ръководена от губернатора на Ню Мексико Бил Ричардсън и председателя на Върховния съд на Ню Мексико Чарлз У. Даниълс.